# Herbert Hübner (Schauspieler)
Herbert Richard Eberhard Hermann Hübner (* 6. Februar 1889 in Breslau; † 27. Januar 1972 in München) war ein deutscher Schauspieler.

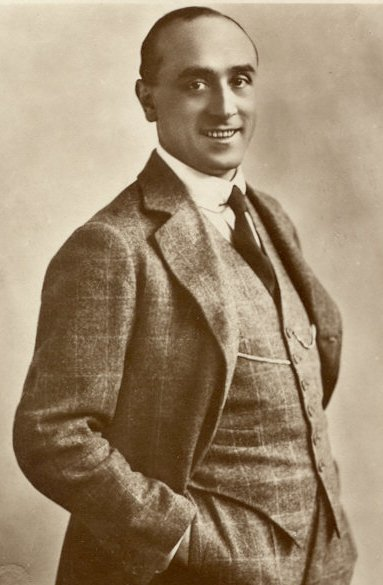
Herbert Hübner

## Leben
Herbert Hübner erhielt Schauspielunterricht bei Otto Gerlach und gab 1907 sein Debüt am Theater der Stadt Heidelberg als Leutnant Tissot in dem Trauerspiel Der Menonit von Ernst von Wildenbruch. Danach spielte er in Alzey und 1909 am Schauspielhaus Düsseldorf. Etwas später agierte er in Nürnberg, wo er auch als Regisseur eingesetzt wurde. Vor Kriegsausbruch war Hübner in Wien tätig. Den gesamten Ersten Weltkrieg verbrachte er als Soldat.
1919 unternahm er eine Tournee durch Oberschlesien, von 1919 bis 1925 war er am Alten Theater in Leipzig engagiert. Von 1925 bis 1929 gehörte er zum Ensemble des Thalia Theaters in Hamburg. 1929 holte ihn Max Reinhardt an das Theater in der Josefstadt in Wien. 1935 ließ er sich in Berlin nieder, wo er unter anderem am Großen Schauspielhaus, am Renaissance-Theater, am Theater am Kurfürstendamm, am Hebbel-Theater und am Schillertheater auftrat.
Hübner übernahm die Titelrollen in Gerhart Hauptmanns Fuhrmann Henschel und Henrik Ibsens Peer Gynt, war der Petrucchio in Der Widerspenstigen Zähmung, Jago in Othello, Gessler in Wilhelm Tell und Jupiter in Sartres Die Fliegen.
In Hamlet spielte er König Claudius oder Polonius. In Schillers Don Karlos war er der Herzog Alba und der König Philipp, in Friedrich Dürrenmatts Frank der Fünfte der Staatspräsident. In den 1950er Jahren wurde er Mitglied der Münchner Kammerspiele. Er gastierte an Bühnen in Großbritannien, Frankreich und den Niederlanden.
Während seiner gesamten Laufbahn war Hübner zugleich intensiv für den Film tätig. Er verkörperte in der Regel mächtige, einflussreiche Männer wie hohe Adlige, Großbürger und Direktoren. So spielte er zum Beispiel 1941 die Rolle des Admirals Karl Rudolf Brommy in dem Propagandafilm Geheimakte W.B.1 von Herbert Selpin. Antisemitisch verzerrte Juden-Karikaturen verkörperte er in Robert und Bertram (1939), … reitet für Deutschland (1941) und Wien 1910 (1942). Hübner stand 1944 in der Gottbegnadeten-Liste des Reichsministeriums für Volksaufklärung und Propaganda.
Nach dem Krieg arbeitete er zunächst für die DEFA, ab 1950 für bundesdeutsche Produktionsfirmen. Er war auch für den Rundfunk und als Synchronsprecher aktiv.

## Filmografie (Auswahl)
- 1913: Auerbachs Keller
- 1920: Destinée
- 1920: Die Teppichknüpferin von Bagdad
- 1921: Seines Bruders Leibeigener
- 1923: Die Spitzenklöpplerin von Valenciennes
- 1924: Egoisten
- 1931: Die Blumenfrau von Lindenau
- 1932: Der Prinz von Arkadien
- 1933: Großfürstin Alexandra
- 1933: Reifende Jugend
- 1934: Ein Stern fällt vom Himmel
- 1934: Karneval und Liebe
- 1934: Hohe Schule
- 1934: Früchtchen
- 1934: G’schichten aus dem Wienerwald
- 1934: Lockspitzel Asew
- 1935: Der Kosak und die Nachtigall
- 1935: Traumulus
- 1936: Mädchenjahre einer Königin
- 1936: Die letzte Fahrt der Santa Margareta
- 1936: Der Kurier des Zaren
- 1936: Ave Maria
- 1936: Moral
- 1936: Ein Lied klagt an
- 1936: Das Hofkonzert
- 1936: Diener lassen bitten
- 1936: Savoy-Hotel 217
- 1937: Romanze
- 1937: Ein Volksfeind
- 1937: Alarm in Peking
- 1937: Der Herrscher
- 1937: Condottieri
- 1937: Zu neuen Ufern
- 1937: Andere Welt
- 1938: Fahrendes Volk
- 1938: Was tun, Sybille?
- 1938: Rote Orchideen
- 1938: Sergeant Berry
- 1938: Kautschuk
- 1938: Die fromme Lüge
- 1938: Dreizehn Mann und eine Kanone
- 1939: Drei wunderschöne Tage
- 1939: Ich verweigere die Aussage
- 1939: Hotel Sacher
- 1939: Robert und Bertram
- 1939: Wir tanzen um die Welt
- 1939: Wer küßt Madeleine?
- 1939: Kitty und die Weltkonferenz
- 1939: Der Weg zu Isabel
- 1939/41: Frauen sind doch bessere Diplomaten
- 1940: Fahrt ins Leben
- 1940: Ein Mann auf Abwegen
- 1940: Die Rothschilds
- 1940: Kriminalkommissar Eyck
- 1940: Trenck, der Pandur
- 1940: Friedrich Schiller – Der Triumph eines Genies
- 1940: Das Herz der Königin
- 1940: Kora Terry
- 1940/42: Der große König
- 1941: Auf Wiedersehn, Franziska
- 1941: Kameraden
- 1941: Carl Peters
- 1941: Der Weg ins Freie
- 1941: … reitet für Deutschland
- 1941: Geheimakte W.B. 1
- 1942: Wien 1910
- 1942: Andreas Schlüter
- 1942: Die Entlassung
- 1942: Der Ochsenkrieg
- 1942: Himmel, wir erben ein Schloß!
- 1942: Johann
- 1943: Der unendliche Weg
- 1943: Damals
- 1943: Paracelsus
- 1943: Zirkus Renz
- 1943: Wildvogel
- 1943: Um neun kommt Harald
- 1944: Die Affäre Roedern
- 1944: Der große Preis
- 1944: Junge Adler
- 1944/48: Eine reizende Familie
- 1944/49: Ruf an das Gewissen
- 1944/50: Mein Herz gehört Dir
- 1944/51: Zwischen Herz und Gewissen
- 1945: Der stumme Gast
- 1945: Wo ist Herr Belling? (unvollendet)
- 1945: Das Leben geht weiter (unvollendet)
- 1945: Shiva und die Galgenblume (unvollendet)
- 1948: Affaire Blum
- 1948: Berliner Ballade
- 1949: Die Buntkarierten
- 1949: Die blauen Schwerter
- 1950: Semmelweis – Retter der Mütter
- 1950: Es kommt ein Tag
- 1950: Küssen ist keine Sünd
- 1951: Die Schuld des Dr. Homma
- 1951: Das unmögliche Mädchen (Fräulein Bimbi)
- 1952: Der große Zapfenstreich
- 1952: Illusion in Moll
- 1952: Ich hab’ mein Herz in Heidelberg verloren
- 1953: Vati macht Dummheiten
- 1953: Königliche Hoheit
- 1953: Sterne über Colombo
- 1954: Die Gefangene des Maharadscha
- 1954: Die kleine Stadt will schlafen gehn
- 1954: Conchita und der Ingenieur
- 1954: Hoheit lassen bitten
- 1953: Staatsanwältin Corda
- 1953: Christina
- 1954: Ein Mädchen aus Paris
- 1954: Ludwig II. – Glanz und Elend eines Königs
- 1954: Die sieben Kleider der Katrin
- 1954: Heideschulmeister Uwe Karsten
- 1955: Verrat an Deutschland
- 1955: Ihr Leibregiment
- 1955: Meine 16 Söhne
- 1955: Zwei Herzen und ein Thron
- 1955: San Salvatore
- 1955: Ein Mann vergißt die Liebe
- 1955: Der Frontgockel
- 1955: Eine Frau genügt nicht?
- 1955: Die Frau des Botschafters
- 1956: Tausend Melodien
- 1956: Liane, das Mädchen aus dem Urwald
- 1956: Manöverball
- 1957: Kleiner Mann – ganz groß
- 1957: Anders als du und ich (§ 175)
- 1957: Der tolle Bomberg
- 1957: Das Wirtshaus im Spessart
- 1958: Der Greifer
- 1958: Besuch aus der Zone
- 1958: Mylord weiß sich zu helfen
- 1959: Mandolinen und Mondschein
- 1960: Soldatensender Calais
- 1960: Das Spukschloß im Spessart
- 1961: Die Journalisten
- 1961: Isola Bella
- 1961: Zu viele Köche (Fernseh-Mehrteiler)
- 1962: Bekenntnisse eines möblierten Herrn
- 1963: Interpol (Filmreihe) – Ich war Cicero
- 1964: Interpol (Filmreihe) – Die Dame mit dem Spitzentuch
- 1965: Die Herren
- 1965: Paris muss brennen! (Fernsehfilm)
- 1965: Die fromme Helene